# 간표
간표(일본어: 寛平)는 일본의 연호 중 하나이다. 한자는 읽는 방법에 따라 '간뵤', '간페이', '간베이'(かんびょう, かんぺい, かんべい) 등으로 읽을 수 있다.
- 전후 : 닌나(仁和) 이후 - 쇼타이(昌泰) 이전.
- 시기 : 889년 ~ 897년
- 천황 : 우다 천황, 다이고 천황

## 개원
- 닌나 5년 4월 27일(율리우스력 889년 5월 30일)에 개원하여
- 간표 10년 4월 26일(율리우스력 898년 5월 20일) 쇼타이로 개원되었다.

## 출전
『대학』의 「心無愧怍 則廣大寬平 而體常舒泰」

## 간표 시기에 일어난 일
- 원년
  - 시가 대결인 간표노온토키키사이노미야우타아와세(寛平御時后宮歌合)가 개최되었다.
- 6년
  - 스가와라노 미치자네의 건의에 따라 견당사가 중지된다. 곧이어 907년(엔기 7년, 천우(天祐) 4년)에 당나라가 멸망했기 때문에 스이코 천황대 이후 약 300년에 걸친 견수사・견당사의 파견이 더 이상 이루어지지 않게 되었다.

## 서력과의 대조표
| 간표        | 원년       | 2년        | 3년        | 4년        | 5년        | 6년        | 7년        | 8년        | 9년        | 10년       |
| ----------- | ---------- | ---------- | ---------- | ---------- | ---------- | ---------- | ---------- | ---------- | ---------- | ---------- |
| 서기 (西紀) | 889년      | 890년      | 891년      | 892년      | 893년      | 894년      | 895년      | 896년      | 897년      | 898년      |
| 간지 (干支) | 기유(己酉) | 경술(庚戌) | 신해(辛亥) | 임자(壬子) | 계축(癸丑) | 갑인(甲寅) | 을묘(乙卯) | 병진(丙辰) | 정사(丁巳) | 무오(戊午) |

## 같이 보기
- 일본의 연호 일람
- 간표의 치(寛平の治)
- 우다 천황
- 후지와라노 도키히라
- 스가와라노 미치자네

| 이전 닌나 | 일본의 연호 889년 ~ 897년 | 다음 쇼타이 |